# Stara Ropa, Starîi Sambir
Stara Ropa (în ucraineană Стара Ропа) este un sat în așezarea urbană Stara Sil din raionul Starîi Sambir, regiunea Liov, Ucraina.

## Demografie
Componența lingvistică a localității Stara Ropa
     Ucraineană (100%)
Conform recensământului din 2001, toată populația localității Stara Ropa era vorbitoare de ucraineană (100%).